# بارنارد (کانزاس)
بارنارد (به انگلیسی: Barnard) شهری در ایالت کانزاس کشور ایالات متحده آمریکا است که جمعیت آن در سرشماری سال ۲۰۱۰ میلادی، ۷۰ نفر بوده‌است.